# اردک نقاب‌دار
اردک نقاب‌دار (نام علمی: Nomonyx dominicus) نام یک گونه از تیره مرغابیان است.این گونه از خانواده اردک‌های افراشته‌دم است. محل زندگی این گونه در مناطق گرمسیری قاره آمریکاست. آن‌ها معمولاً در مکزیک تا آمریکای جنوبی در جزایر کارائیب پراکندکی دارند.